# Jawzia (confiserie)
Ne doit pas être confondu avec Djouzia.
La jawzia, ou djawzia, est un nougat typiquement algérien à base de noix, parfumé à la vanille et au miel.
La jawzia à ne pas confondre avec la djouzia qui est une pâtisserie.

## Histoire et origine
Cette confiserie originaire de la ville de Constantine, fut dans le temps une douceur qui faisait partie des tables royales des beys de Constantine. Elle était surtout présente dans les soirées mondaines du bey Salah Bey, où elle portait le nom de madinat el hawa. Jusqu'à aujourd'hui, la jawzia fait partie des confiseries les plus coûteuses de Constantine.

## Étymologie
Son nom provient de l'arabe algérien du Constantinois signifiant « noix ».

## Préparation

### Ustensiles
La jawzia se prépare à partir de méthodes anciennes, c'est-à-dire qu'elle est cuite au bain-marie sur des charbons et elle nécessite deux heures pour une cuisson parfaite. Sa préparation fait intervenir deux ustensiles traditionnels qui sont la nahassa (récipient en cuivre de Constantine) et lawleb (louche traditionnelle).
Bien que les méthodes de cuisson ancestrales sont conservées, elles tendent peu à peu à disparaître pour faire place aux outils plus modernes.